# 전은선
전은선은 대한민국의 캘리그래피 작가이다.

## 작품

### 캘리그래피 작품
- 2019 tvN 토일드라마 <아스달 연대기> - 타이틀 캘리그래피
- 2019 JTBC 금토드라마 <아름다운 세상> - 타이틀 캘리그래피
- 2019 tvN 월화드라마 <왕이 된 남자> - 타이틀 캘리그래피
- 2018 JTBC 금토드라마 <제3의 매력> - 타이틀 캘리그래피
- 2018 MBC 수목드라마 <시간> - 타이틀 캘리그래피
- 2018 MBC 수목드라마 <이리와 안아줘> - 타이틀 캘리그래피
- 2018 tvN 수목드라마 <나의 아저씨> - 타이틀 캘리그래피
- 2018 tvN 토일드라마 <라이브> - 타이틀 캘리그래피
- 2017 JTBC 월화드라마 <그냥 사랑하는 사이> - 타이틀 캘리그래피
- 2017 tvN 토일드라마 <세상에서 가장 아름다운 이별> - 타이틀 캘리그래피
- 2017 KBS 금토드라마 <고백부부> - 타이틀 캘리그래피
- 2017 SBS 수목드라마 <당신이 잠든 사이에> - 타이틀 캘리그래피
- 2017 KBS 금토드라마 <최고의 한방> - 타이틀 캘리그래피
- 2017 KBS 월화드라마 <쌈마이웨이> - 타이틀 캘리그래피
- 2017 SBS 주말드라마 <언니는 살아있다> - 타이틀 캘리그래피
- 2016 KBS 드라마스페셜 <동정없는 세상> - 타이틀 캘리그래피
- 2016 KBS 드라마스페셜 <전설의 셔틀> - 타이틀 캘리그래피
- 2016 SBS 월화드라마 <달의연인 보보경심> - 타이틀 캘리그래피
- 2016 KBS 수목드라마 <함부로 애틋하게> - 타이틀 캘리그래피
- 2016 tvN 금토드라마 <디어 마이 프렌즈> - 타이틀 캘리그래피
- 2016 tvN 금토드라마 <기억> - 타이틀 캘리그래피
- 2016 KBS 수목드라마 <태양의 후예> - 타이틀 캘리그래피
- 2015 MBC 수목드라마 <달콤살벌 패밀리> - 타이틀 캘리그래피
- 2015 KBS 드라마스페셜 <비밀> - 타이틀 캘리그래피
- 2015 KBS 드라마스페셜 <낯선 동화> - 타이틀 캘리그래피
- 2015 KBS 드라마스페셜 <노량진역에는 기차가 서지 않는다> - 타이틀 캘리그래피
- 2015 KBS 월화드라마 <발칙하게 고고> - 타이틀 캘리그래피
- 2015 KBS 드라마스페셜 <붉은 달> - 타이틀 캘리그래피
- 2015 KBS 드라마스페셜 <귀신은 뭐하나> - 타이틀 캘리그래피
- 2015 MBC 수목드라마 <밤을 걷는 선비> - 타이틀 캘리그래피
- 2015 SBS 수목드라마 <가면> - 타이틀 캘리그래피
- 2015 KBS 금토드라마 <프로듀사> - 타이틀 캘리그래피
- 2015 KBS 특집 2부작 <눈길> - 타이틀 캘리그래피
- 2015 KBS 수목드라마 <착하지 않은 여자들> - 타이틀 캘리그래피
- 2015 KBS 월화드라마 <블러드> - 타이틀 캘리그래피
- 2015 tvN 월화드라마 <호구의 사랑> - 타이틀 캘리그래피
- 2014 KBS 일일연속극 <당신만이 내 사랑> - 타이틀 캘리그래피
- 2014 MBC 수목드라마 <미스터 백> - 타이틀 캘리그래피
- 2014 KBS 월화드라마 <연애의 발견> - 타이틀 캘리그래피
- 2014 SBS 수목드라마 <괜찮아 사랑이야> - 타이틀 캘리그래피
- 2013 tvN 월화드라마 <빠스껫 볼> - 타이틀 캘리그래피
- 2013 KBS 수목드라마 <비밀> - 타이틀 캘리그래피
- 2013 KBS 월화드라마 <굿 닥터> - 타이틀 캘리그래피
- 2013 KBS 수목드라마 <칼과 꽃> - 타이틀 캘리그래피
- 2013 KBS 월화드라마 <상어> - 타이틀 캘리그래피
- 2013 MBC 수목드라마 <남자가 사랑할 때> - 타이틀 캘리그래피
- 2013 KBS 월화드라마 <직장의 신> - 타이틀 캘리그래피
- 2013 SBS 수목드라마 <그 겨울 바람이 분다> - 타이틀 캘리그래피
- 2011 JTBC 월화드라마 <빠담빠담… 그와 그녀의 심장박동소리> - 타이틀 캘리그래피
- 2011 tvN 월화드라마 <꽃미남 라면가게> - 타이틀 캘리그래피

- EBS 다큐멘터리 <양동마을 이야기> - 타이틀 캘리그래피
- KBS 다큐멘터리 <천상의 엄마> - 타이틀 캘리그래피
- KBS 다큐멘터리 <우주극장> - 타이틀 캘리그래피

- KBS 예능 <후계자> - 타이틀 캘리그래피

- CF <베가 시크릿노트, '노트는 이미 그 자체로 훌륭하다'> - 캘리그래피

- 연극 <데블인사이드> - 타이틀 캘리그래피
- 연극 <흑흑흑희희희> - 타이틀 캘리그래피
- 연극 <갈매기> - 타이틀 캘리그래피
- 연극 <벚꽃동산> - 타이틀 캘리그래피
- 연극 <프로즌> - 타이틀 캘리그래피

- 초청강연회 <우리를 행복하게 하는 몇가지 질문> - 포스터 제호
- 도서 타이틀 <드라마 어떻게 만들 것인가> - 표지 제호